# Wina węgierskie

Położenie węgierskich regionów winiarskich:
1 Sopron (Soproni borvidék)
2 Nagy-Somló (Nagy-Somlói borvidék)
3 Zala (Zalai borvidék)
4 Balatonfelvidék (Balatonfelvidéki borvidék)
5 Badacsony (Badacsonyi borvidék)
6 Balatonfüred-Csopak (Balatonfüred-Csopaki borvidék)
7 Balatonboglár (Balatonboglári borvidék)
8 Pannonhalma (Pannonhalmai borvidék)
9 Mór (Móri borvidék)
10 Etyek-Buda (Etyek-Budai borvidék)
11 Ászár-Neszmély (Ászár-Neszmélyi borvidék)
12 Tolna (Tolnai borvidék)
13 Szekszárd (Szekszárdi borvidék)
14 Pécs (Pécsi borvidék (Mecsekalja))
15 Villány (Villányi borvidék)
16 Hajós-Baja (Hajós-Bajai borvidék)
17 Kunság (Kunsági borvidék)
18 Csongrád (Csongrádi borvidék)
19 Mátra (Mátrai borvidék)
20 Eger (Egri borvidék)
21 Bükk (Bükki borvidék)
22 Tokaj-Hegyalja (Tokaj-Hegyaljai borvidék)

Węgry są pierwszym krajem na świecie, w którym wprowadzono formalną legislację wina (w 1893 r.).
Regiony winiarskie na Węgrzech:
- Ászár-Neszmély - wina białe
- Badacsony - głównie białe (m.in. Badacsonyi Szürkebarát)
- Balatonboglár
- Balatonfüred - Csopak
- Balatonfelvidék
- Balatonmelléke
- Csongrád
- Eger - wina dojrzewają w drążonych korytarzach-piwnicach (stąd pochodzi m.in. słynne egri bikavér)
- Etyek-Buda
- Hajós-Baja
- Kunság
- Mátra - górzysty rejon słynący z białych win
- Mecsek
- Mór
- Pannonhalma
- Somló - stożek wulkaniczny na północ od Balatonu - białe wina z odmian furmint, juhfark, hárslevelű.
- Sopron - region sąsiadujący z austriackim Burgenlandem, typowe białe wina z odmiany zöld veltelini (grüner veltliner), z czerwonych najbardziej znane Soproni Kékfránkos (z kékfránkos)
- Szekszárd - drugi, a według niektórych[według kogo?] pierwszy region czerwonych win. Stąd też pochodzi szekszárdi bikavér.
- Tokaj-hegy (słynne aszú)
- Tolna
- Villány-Siklós – najbardziej cenione[przez kogo?] czerwone wina (z wyjątkiem "białego" podregionu Siklós) na Węgrzech pochodzą z tego regionu.